# عطيرة
عطيرة قرية سوريّة تتبع إداريّاً لمحافظة حلب منطقة منبج ناحية خفسة، بلغ تعداد سكانها (1,431) نسمة حسب التعداد السكاني لعام 2004.